# Huawei Mate 10 Pro
Huawei Mate 10 Pro — смартфон з лінійки Huawei Mate, який був представлений 16 жовтня 2017 року в Мюнхені.
Як і у флагмана Honor 9, найбільш помітною деталлю дизайну корпусу Huawei Mate 10 Pro є скляна задня панель із дзеркальною підкладкою. Панель оброблена за допомогою технології фотогравірування, завдяки чому на ній виникають оптичні ефекти при грі світла.
Смартфон виготовляють у 4 кольорах: Midnight Blue, Titanium Grey, Mocha Brown, Gold.
Заряджається пристрій через роз'єм USB Type-C.

## Апаратне забезпечення
Процесор в Huawei Mate 10 Pro власного виробництва — Hisilicon Kirin 970. Він має 4 ядра Cortex-A73 з частотою 2.4 ГГц і 4 ядра Cortex-A53 1.8 ГГц. Графіка Mali-G72 MP12. Побудовано на архітектурі HiAI.
В Huawei Mate 10 Pro вмонтовано 6-дюймовий OLED-екран з роздільною здатністю 2160х1080 (FullHD+) та зі співвідношенням сторін 18:9, який підтримує режим HDR10 для більш натуралістичного відтворення кольорів.
Сматфон має дві конфігурації:
- 64 ГБ і 4 ГБ внутрішньої та оперативної пам'яті відповідно;
- 128 ГБ і 6 ГБ.

Незнімний акумулятор 4000 мА/г.
Сканер відбитків пальців розміщено на тильній стороні телефону, поруч з подвоєною камерою 20 + 12 Мп та діафрагмою f/1.6. Є можливість відеозапису з роздільною здатністю 4K. Біля модуля камери розташовані світлодіодний спалах і лазерний далекомір для системи автофокусування камери.
Модель також має чип NFC і можливість безконтактної оплати за допомогою функції Android Pay.

## Програмне забезпечення
Huawei Mate 10 Pro працює на операційній системі Android 8.0 (Oreo) з графічною оболонкою EMUI 8.0.
Підтримує стандарти зв'язку: GSM 850 / 900 / 1800 / 1900 МГц, HSDPA 800/850/900/1700/1900/2100 МГц, LTE Cat. 18 (до 1200 Мбіт/с), діапазони: 1, 2, 3, 4, 5, 6, 7, 8, 9, 12, 17, 18, 19, 20, 26, 28, 29, 32, 34, 38, 39, 40.
Бездротові інтерфейси: Wi-Fi 802.11 a/b/g/n/ac, Bluetooth 4.2. Смартфон підтримує навігаційні системи: GPS, A-GPS, ГЛОНАСС, Galileo, BeiDou.
Телефон підтримує аудіоформати: MP3, AAC, eAAC+, WMA, MIDI, WAV, FLAC.
Формати відео: DivX, XviD, MP4, H.265, WMV.

## Синтетичні тести
|           | Apple iPhone 8 Plus | Huawei Mate 10 Pro | Samsung Galaxy Note 8 (SD 835) | Samsung Galaxy Note 8 | Google Pixel 2 XL | Xiaomi Mi Mix 2 |
| --------- | ------------------- | ------------------ | ------------------------------ | --------------------- | ----------------- | --------------- |
| Результат | 188766              | 178510             | 175153                         | 172425                | 170407            | 160319          |

|             | Apple iPhone 8 Plus | Samsung Galaxy Note 8 | Huawei Mate 10 Pro | Samsung Galaxy Note 8 (SD 835) | Google Pixel 2 XL | Xiaomi Mi Mix 2 |
| ----------- | ------------------- | --------------------- | ------------------ | ------------------------------ | ----------------- | --------------- |
| Multi-core  | 10037               | 6784                  | 6783               | 6590                           | 6428              | 6234            |
| Single-core | 4232                | 1987                  | 1902               | 1862                           | 1915              | 1924            |